# گلوحی دو
گلوحی دو (به لاتین: Gluhi Do) یک منطقهٔ مسکونی در مونته‌نگرو است که در شهرداری بار واقع شده‌است. گلوحی دو ۱۱۳ نفر جمعیت دارد.